# چوکیو (مینه‌سوتا)
چوکیو، مینه‌سوتا (به انگلیسی: Chokio, Minnesota) یک شهر در ایالات متحده آمریکا است که در مینه‌سوتا واقع شده‌است.

## خصوصیات
چوکیو ۱٫۲۲ کیلومترمربع مساحت و ۴۰۰ نفر جمعیت دارد و ۳۴۳ متر بالاتر از سطح دریا واقع شده‌است.